# Урушадзе, Алина
Алина Урушадзе (груз. ალინა ურუშაძე; род. 7 января 2004, Рига) — грузинская фигуристка, ранее выступавшая за Латвию. Она является серебряным призером Кубка Босфора 2019 года и бронзовым призером Volvo Open Cup 2019 года. Она заняла 11-е место на чемпионате мира среди юниоров 2019 года и пятое на зимних юношеских Олимпийских играх 2020 года.
По состоянию на 15 декабря 2021 года занимает 22-е место в рейтинге Международного союза конькобежцев.

## Карьера
Урушадзе родилась и выросла в Риге, раньше выступала за Латвию. С октября 2018 года представляет Грузию.

### Сезон 2018/2019
В октябре 2018 года Урушадзе выступила на этапе юниорского Гран-при в Ереване. Несмотря на то, что она заняла пятое место и в короткой программе, и в произвольной программах, она финишировала шестой в общем зачете. Этот этап стал единственным для фигуристки в сезоне.
Урушадзе продолжала выступать на менее значимых юниорских соревнованиях, после чего приняла участие в Европейском юношеском олимпийском зимнем фестивале, где стала четвёртой в короткой программе, но после произвольной опустилась на шестое место; и чемпионате мира среди юниоров 2019 года, где стала 11-й.
На чемпионате мира среди юниоров в следующем месяце Урушадзе занимала пятнадцатое место после короткой программы, но в финальный день заняла одиннадцатое место и в произвольной программе, и в общем зачёте.

### Сезон 2019/2020
Урушадзе заняла восьмое место на юниорском этапе Гран-при во Франции и шестое в Хорватии. Она приняла участие в Зимних юношеских Олимпийских играх 2020 года в Лозанне, где заняла пятое место. Дебютировав на чемпионате ИСУ среди взрослых, она заняла пятнадцатое место на чемпионате Европы в Граце. Через месяц Алина участвовала в чемпионате мира среди юниоров, где стала 15-й.
Урушадзе вошла в состав сборной на чемпионат мира в Монреале, но из-за начавшейся в марте пандемии коронавируса главный старт сезона был отменён.

### Сезон 2020/2021
Из-за продолжавшейся в течение года пандемии, Международный союз конькобежцев решил провести Гран-при на основе географического положения. Урушадзе дебютировала во взрослом Гран-при на Rostelecom Cup 2020, заняв последнее десятое место.

## Результаты
| Соревнования                                | 18/19         | 19/20         | 20/21         | 21/22         |
| Международные                               | Международные | Международные | Международные | Международные |
| ------------------------------------------- | ------------- | ------------- | ------------- | ------------- |
| Чемпионаты мира                             |               | C             | 20            |               |
| Чемпионаты Европы                           |               | 15            |               |               |
| Этапы Гран-при. Rostelecom Cup              |               |               | 10            |               |
| Budapest Trophy                             |               |               |               | 5             |
| Golden Bear of Zagreb                       |               | 7             |               |               |
| Istanbul Cup                                |               | 2             |               |               |
| Volvo Open Cup                              |               | 3             |               |               |
| Юношеские Олимпийские игры                  |               | 5             |               |               |
| Международные среди юниоров                 |               |               |               |               |
| Чемпионаты мира среди юниоров               | 11            | 18            |               |               |
| Этапы юниорского Гран-при. Армения          | 6             |               |               |               |
| Этапы юниорского Гран-при. Хорватия         |               | 6             |               |               |
| Этапы юниорского Гран-при. Франция          |               | 8             |               |               |
| Европейский юношеский Олимпийский фестиваль | 6             |               |               |               |